# 看聞日記

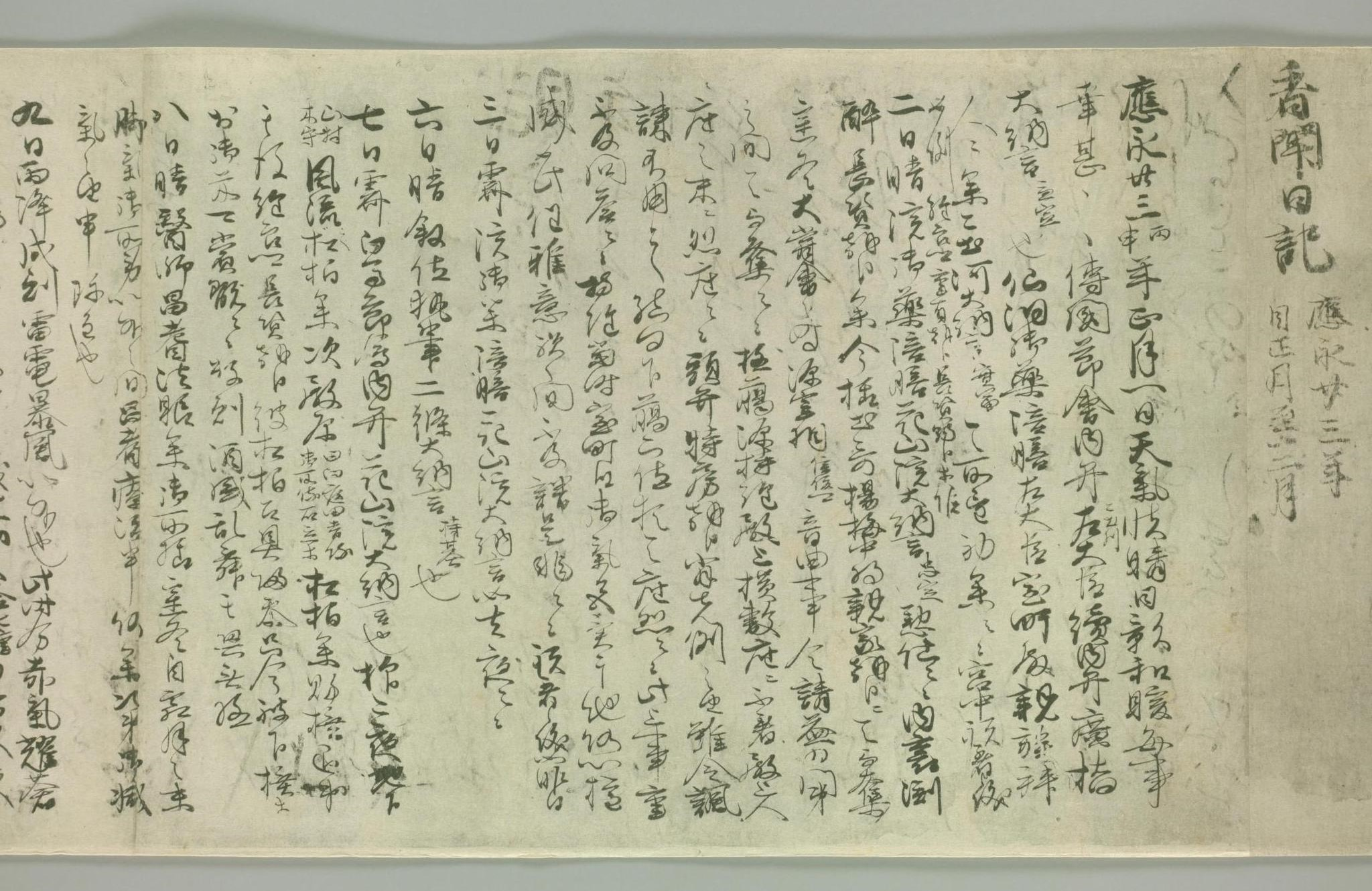
『看聞日記』自筆本

『看聞日記』（かんもんにっき）は、伏見宮貞成親王（後崇光院、1372年 - 1456年）の日記。

## 概要
貞成親王は伏見宮3代で、後花園天皇の実父にあたる人物である。
日記41巻と御幸記1巻、別記1巻、目録1巻から構成され、全44巻から成る。一部は失われているが、原本は宮内庁書陵部に所蔵されている。応永23年（1416年）正月1日より文安5年（1448年）4月7日まで33年間に渡る部分が現存する。『看聞日記』は宮内庁書陵部所蔵の貞成親王自筆の原本の巻頭に書かれている題名で、一般には『看聞御記』（かんもんぎょき）とも呼ばれる。
原本の応永32年（1425年）12月30日以前の部分については各日付で記録した日記そのものではなく、それ以降のある時点で貞成親王自身の手で書き写されたものであることが紙背文書の時期や筆致によって確認できる。またその後、応永33年・34年・正長元年（1426年 - 1428年）の3か年分を欠く。正長2年（1429年）3月9日以降の部分については清書の形跡は確認できない。なお一部については妻の庭田幸子による代筆という説がある。

## 内容
日付け、天候、続いて朝廷の政事・人事、将軍足利義教時代の幕政や世相、貞成親王の身辺のことなどが記されており、政治史だけでなく文化史においても注目される。

## 刊本
1930年（昭和5年）に続群書類従完成会により宮内庁書陵部所蔵原本が翻刻され、以来室町期の政治・社会・文化を知る史料として活用されている。
- 塙保己一 編『続羣書類従 補遺貳 上 看聞御記 上』（太田藤四郎 補）続群書類従完成会、1930年。
- 塙保己一 編『続羣書類従 補遺貳 下 看聞御記 下』（太田藤四郎 補）続群書類従完成会、1930年。
- 塙保己一 編『続羣書類従 補遺二 上 看聞御記 上』（太田藤四郎 補、訂正3版）続群書類従完成会、1958年。ISBN 9784797101126。
- 塙保己一 編『続羣書類従 補遺二 下 看聞御記 下』（太田藤四郎 補、訂正3版）続群書類従完成会、1959年。ISBN 9784797101133。

宮内庁書陵部 編『図書寮叢刊　看聞日記』（一）～（七）、別冊、明治書院発行
- 『看聞日記 1』明治書院、2002年3月。ISBN 9784625423055。
- 『看聞日記 2』明治書院、2004年3月。ISBN 9784625423079。
- 『看聞日記 3』明治書院、2006年4月。ISBN 9784625423093。
- 『看聞日記 4』明治書院、2008年4月。ISBN 9784625424021。
- 『看聞日記 5』明治書院、2010年4月。ISBN 9784625424052。
- 『看聞日記 6』明治書院、2012年4月。ISBN 9784625424106。
- 『看聞日記 7』明治書院、2014年4月。ISBN 9784625424144。
- 『看聞日記別冊』菊葉文化協会、明治書院、2021年3月。ISBN 9784625424373。

## 原本写真版
- 『看聞日記 : 乾坤【全号まとめ】』 - 国立国会図書館デジタルコレクション